# Kizljar Brandy Manufaktur
Die Kognakfabrik von Kisljar (russisch Кизлярский коньячный завод Kisljarski konjatschny sawod) ist ein russischer Produzent von hochprozentigen Spirituosen in der Nähe der Stadt Kisljar in Dagestan. Das Unternehmen war der erste Weinbrandproduzent Russlands und war 2012 einer der fünf größten Weinbrandproduzenten des Landes.

## Geschichte

### Im Russischen Reich
Seit der zweiten Hälfte des 18. Jahrhunderts waren Weinbau und Weinherstellung die Hauptsektoren der Wirtschaft von Kisljar. Das Gesetz von 1884 (russisch «О фруктовом и виноградо-водочном производстве» ‚Über die Obst- und Weinproduktion‘) stand am Anfang der Entwicklung der industriellen Weinbrandherstellung in Kisljar.
In den 1880er-Jahren kaufte der georgische Geschäftsmann Dawit Saradschischwili die Brennerei von den Bürgern Ismirow, Areschtschew und Borow und gründete die Fabrik. Saradschischwili war der erste, der in seinen Betrieben im Russischen Reich mit der Herstellung von Weinbrand und der Lagerung des Weinbrands in den Fässern aus der Kaukasus-Eiche begonnen hat. Als Gründungsdatum des Betriebes gilt das Jahr 1885, als 236 Eimer des Weinbrands aus Kisljar nach Moskau geliefert wurden.
Mit dem Beginn des Ersten Weltkriegs wurde ein Prohibitionsgesetz eingeführt und der Betrieb eingestellt.

### In der Sowjetunion

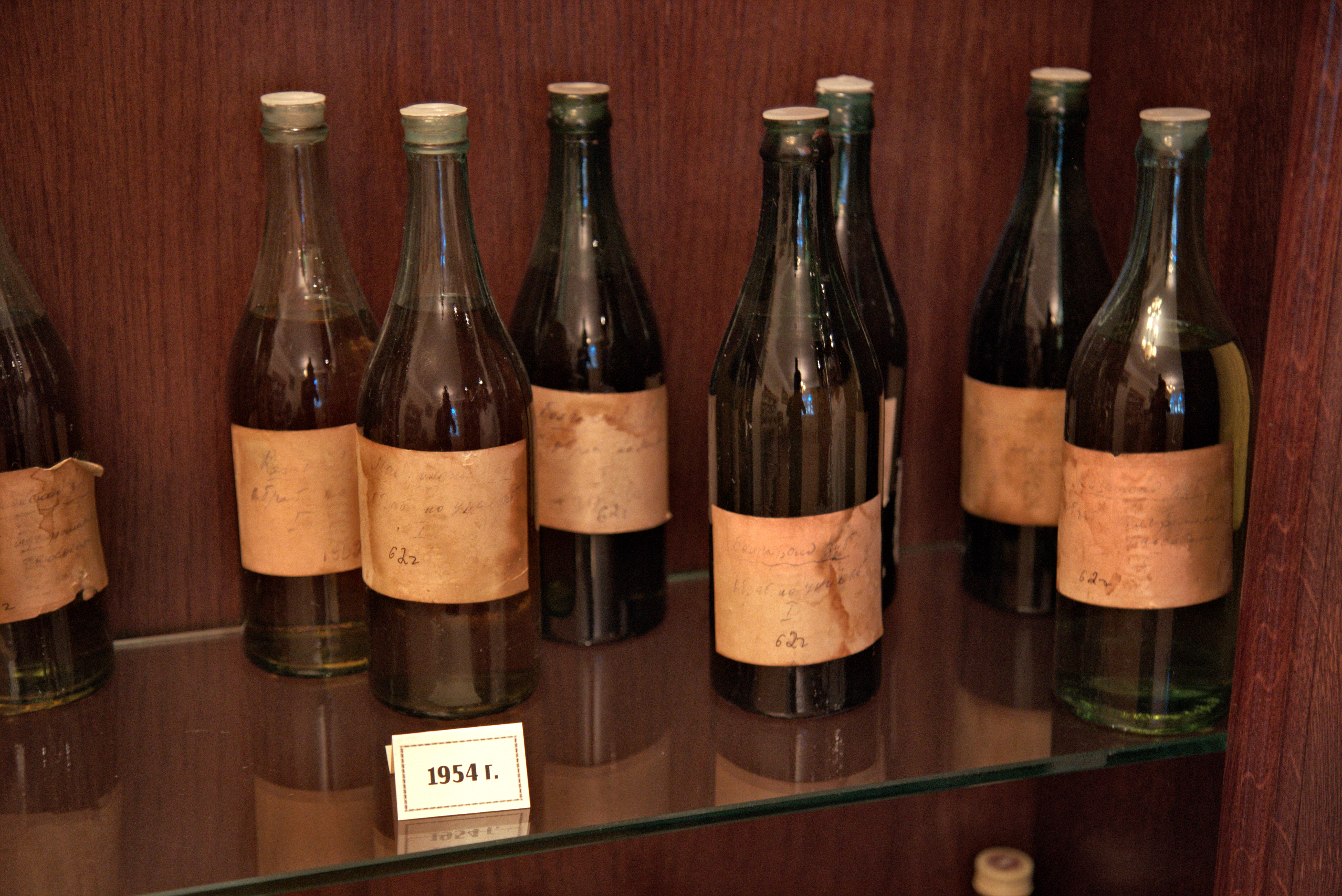
Cognac aus dem Jahr 1954

Die Wiederaufnahme der Arbeit des Werks begann in den 1930er-Jahren. Weil Kisljar im Zweiten Weltkrieg in der Nähe der Frontlinie war, wurde die Brennerei nach Armenien evakuiert und die meisten Spirituosen wurden in die Weinbrennerei von Tiflis geschickt. Die Fabrik wurde 1947 wieder hergestellt.
In den späten 1940er-Jahren begann der Wiederaufbau des Betriebs, der 1955 abgeschlossen war. Bis 1959 wurden alle Mitarbeiter des Werks mit Wohnraum versorgt.
In der Sowjetzeit wurde etwa die Hälfte der in der Fabrik produzierten hochprozentigen Alkoholika exportiert, hauptsächlich in westeuropäische Länder.
Während der 1985 begonnenen Anti-Alkohol-Kampagne stellte das Werk die Produktion alkoholischer Getränke ein und produzierte vorübergehend Traubensaft.

### In der Russischen Föderation
1990 wurde das Werk zum Unternehmen „Dagwino“. Aufgrund des Mangels an Rohstoffen für die Alkoholproduktion begann das Unternehmen, Trauben aus Spanien oder während guter Erntejahre aus den Regionen Krasnodar und Stawropol zu kaufen. 1998 erhielt das Werk eine französische Bescheinigung für die Freigabe seiner Produkte unter dem Namen „Cognac“, obwohl die Fabrik ihre Getränke als Brandy exportierte.
Während des bewaffneten Konflikts in Tschetschenien im Jahr 1998 wurden der Direktor der Fabrik, Wladimir Grigorjanz, und seine Frau entführt und acht Monate in tschetschenischer Gefangenschaft gehalten.
2008 wurde Jewgeni Druschinin Leiter der Kognakfabrik. Unter seiner Führung führte das Unternehmen mit eigenen Mitteln eine Modernisierung durch, erhöhte das Herstellungsvolumen und wurde zum Hauptgeber des Dagestan-Budgets. Ebenfalls 2008 wurde der Fabrik der Status eines Mitgliedes der Kreml-Lieferantengilde zugesprochen.

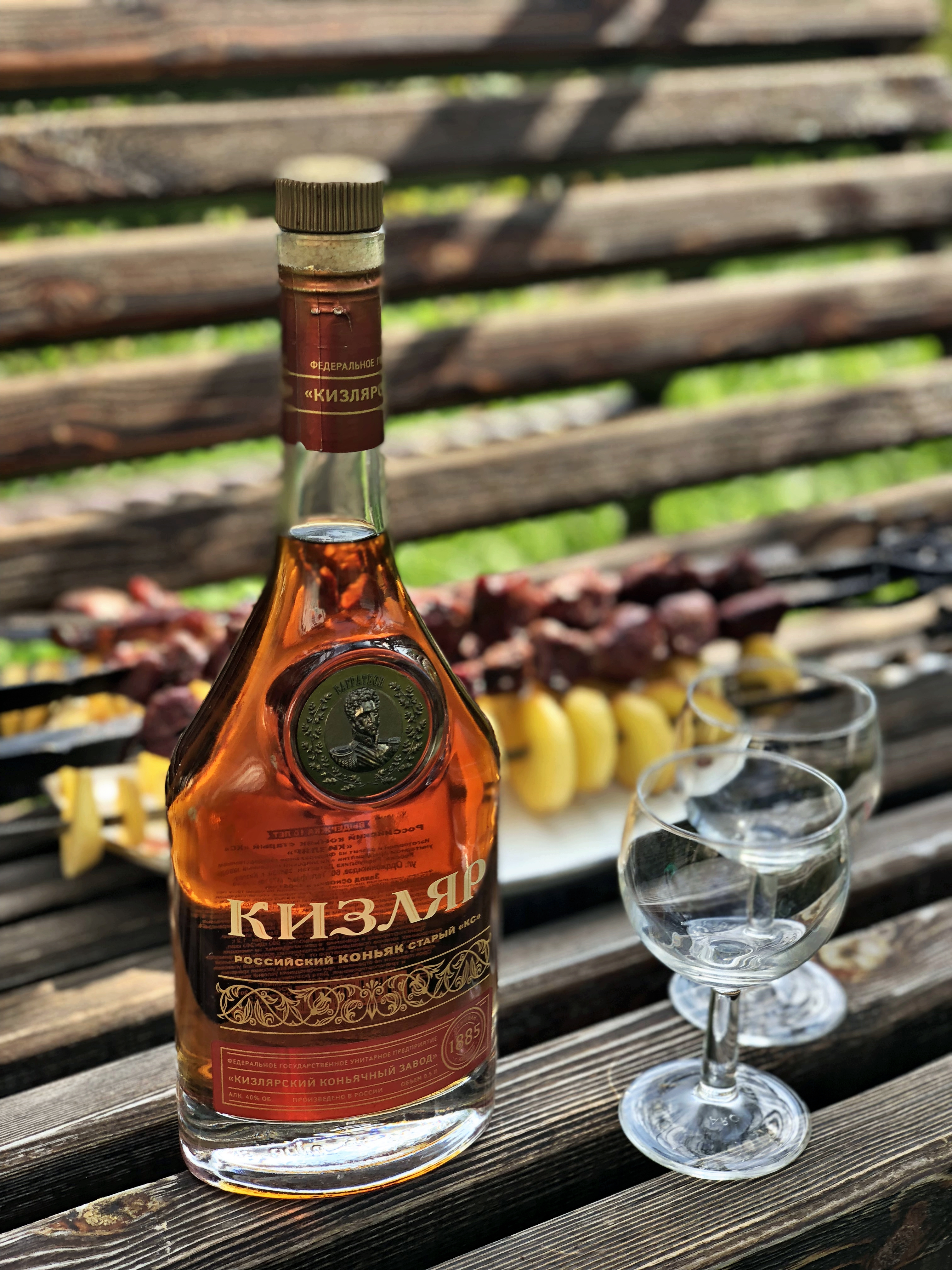
Fabrikprodukte

Am 28. August 2014 wurde die Fabrik auf Anordnung des russischen Ministerpräsidenten Dmitri Medwedew in Staatseigentum überführt und der russischen Alkoholregelung (russisch «Росалкогольрегулирование») unterworfen.
Im Sommer 2015 initiierte die Werkleitung die Gründung einer Union der Weinbrandhersteller, zu der das Moskauer Wein- und Brandy-Werk KiN und die Weinbrennerei Alliance-1892 gehörten.
Am 1. September 2015 wurde die Gesellschaft in eine Aktiengesellschaft umgewandelt.
Bis 2020 hat das Unternehmen trotz der COVID-19-Pandemie mehr als 13 Millionen Flaschen Brandy verkauft.
Im Oktober 2021 begann das Werk erstmals mit dem Export seiner Produkte nach Deutschland. In der ersten Charge der exportierten Produkte enthalten brandy „Dagestan“ und „Russland“. Diese Getränkemarken werden auch an den Kreml geliefert.

## Kennzahlen und Produkte
In den Jahren 2008–2009 investierte die Werksleitung 15 Millionen Rubel in die Erweiterung der eigenen Weingüter. Während der Finanzkrise im Jahr 2009 verlor das Werk vorübergehend den Status des Hauptunternehmens der Region, um der Derbent-Sektfabrik Platz zu machen. 2012 belief sich der Nettogewinn des Betriebes auf rund 1,5 Milliarden Rubel und hiermit gehörte das Werk zu den drei profitabelsten Unternehmen im Nordkaukasus.
2015 wurde der Betrieb mit einem Gesamtumsatz von 2,4 Milliarden Rubel das zweitgrößte Unternehmen in Dagestan.
Das Werk produziert Weinbrände verschiedener Lagerungen und Brände. Zurzeit produziert die Kisljar Weinbrennerei die folgenden Brandmarken: «Пётр Великий» (Peter der Große), «Пять звёздочек» (Fünf Sterne), «Три звёздочки» (Drei Sterne), «Кизлярский праздничный» (Festlich Kisljar), «Россия» (Russland), «Багратион» (Bagration), «Мой Дагестан» (Mein Dagestan), «Кизляр» (Kisljar), «Лезгинка» (Lezginka), «Император Всероссийский» (Der Kaiser von Allrussland) und «Сараджев» (Sarajev). Das Unternehmen produziert auch den Tresterbrand (виноградная водка) «Кизлярка» (Kisljarka), dessen Rezeptur 1976 überarbeitet wurde.

## Leitung
- Sarkis Grigorjewitsch Grigorjanz (1950er)[12]
- Wladimir Sarkissowitsch Grigorjanz (1991–2008)[12]
- Jewgeni Anatoljewitsch Druschinin (seit 2008)[8]

## Auszeichnungen
Die Produkte des Werks wurden mit über 40 Grand Prix, dem Goldenen Palmenpreis (Frankreich), der „Golden Galaxy“ (USA) und mehr als 400 Gold- und Silbermedaillen ausgezeichnet.
Im Jahr 2019 hat eine der renommierten französischen Weinmagazine La Revue du vin de France dem 13-jährigen Weinbrand Dagestan den dritten Platz in der Liste der am meisten erwarteten alkoholischen Getränke in Europa für 2020 verliehen.